# Hideki Todžo
Hideki Todžo, japonski general in politik, * 30. december 1884, Tokio, Japonska † 23. december 1948, Tokio, Japonska.
Todžo je večino časa druge svetovne vojne služil kot predsednik vlade Japonske in predsednik Združenja za pomoč cesarskim vladanjem. Prevzel je še več položajev, vključno z načelnikom štaba cesarske vojske, preden je bil julija 1944 nazadnje odstranjen s položaja. V letih njegove oblasti je njegovo vojaško vodenje zaznamovalo skrajno veliko nasilje, ki ga je zagrešila država v imenu japonskega ultranacionalizma, v večini primerov pa je bil Todžo osebno vpleten.
Hideki Todžo se je rodil 30. decembra 1884 v sorazmerno majhni samurajski družini v okrožju Kōjimachi v Tokiu. Svojo kariero je začel v vojski leta 1905 in vztrajno napredoval ter je do leta 1934 postal vojaški general. Marca 1937 je bil imenovan za načelnika štaba Kvantunske vojske, kjer je vodil vojaške operacije proti Kitajcem v Notranji Mongoliji in province Chahar-Suiyan. Julija 1940 je bil imenovan za vojnega ministra v japonski vladi, ki jo je vodil premier Fumimaro Konoe.
Na predvečer sprožitve druge svetovne vojne v Azijo in Tihi Ocean je bil Todžo odgovoren za napad na Pearl Harbour v ZDA in njihove evropske zaveznice. Ko je bil 17. oktobra 1941 imenovan za predsednika vlade, je nadzoroval odločitev Japonskega cesarstva za vojno in posledično osvojitev velikega dela jugovzhodne Azije in pacifiških otokov. Med vojno je Todžo vodil številne vojne zločine, vključno z množičnimi poboji ter mučenjem civilistov in vojnih ujetnikov. Bil je tudi vpleten v spolno zasužnjevanje na tisoče civilistov, večinoma Korejk in deklet za japonske vojake, dogodek, ki je nenehno prinašal nove napetosti v sodobne japonsko-korejske odnose. 
Potem ko se je vojna odločno obrnila proti Japonski, je bil Todžo konec julija 1944 prisiljen odstopiti s položaja predsednika vlade. Po predaji njegovega naroda zavezniškim silam septembra 1945 je bil kot vojni zločinec aretiran in zadržan v priporu, kmalu pa so mu sodili na Mednarodnem vojaškem sodišču za Daljni vzhod v Tokiu. Todžo je bil konec leta 1948 zaradi zločinov proti človeštvu obsojen na smrtno kazen in bil 23. decembra istega leta usmrčen z obešanjem. Vse do danes je Todžojevo sokrivdo pri grozodejstvih, kot so posilstvo v Nanjingu, Bataanski pohod smrti in človeški eksperimenti, ki so povzročili mučenje in smrt tisočih, trdno prepletlo njegovo zapuščino s fanatično brutalnostjo, ki jo je Japonsko cesarstvo storilo med drugo svetovno vojno.  